# Візантійський папізм
Візантійське папство — це період візантійського панування над римським папством від 537 до 752 рр, коли папи мали мати схвалення візантійського імператора для єпископської хіротонії, і багато з пап були обрані з апокрисаріїв (посланців від папи до імператора) або жителі Візантійської Греції, Візантійської Сирії, або Візантійської Сицилії. Юстиніан І завоював італійський півострів в готичній війні (535-554) і призначив наступних трьох пап, ця практика буде продовжена його наступниками і надалі будуть делеговані Екзархату Равенни.
За винятком папи Мартина I, папа не ставить під сумнів авторитет візантійського монарха для підтвердження обрання єпископом Риму; однак, богословські конфлікти між папою й імператором в таких областях, як монофілізм й іконоборство.
Грекомовні з Греції, Сирії, Сицилії і Візантії замінили членів могутньої Римської знаті в папському кріслі в цей період. Рим під грецькими папами являє собою "плавильний котел" Західної і Східної християнської традицій, відображених у мистецтві, а також літургії.

### Грецькі Папи (678–752)
Папа Агафон, Греко-Сицилієць, почав "майже безперервну чергу Східних понтифіків, що охоплюють три чверті століття". Третій Константинопольський собор грецьким Папам відкрив "нову еру у відносинах між Східною і Західною частинами імперії". Під час понтифікату папи Бенедикт II (684–685), Костянтин IV скасував вимогу папського посвячення в імператори, визнаючи свою самодостатність як імператора. Бенедикт II, наступник папи Івана V , був обраний "всім населенням", повертаючись до "давньої практики". Десять грецьких спадкоємців Агафона, імовірно, були наслідком договору з Констянтином IV. Смерть Папи Івана V і, тим більше, папи Конона, призвела до оскаржених виборів, однак після папи Сергія I решта виборів під візантійським правлінням не мала серйозних суперечок.
Під час понтифікату Івана V (684-685) Імператор істотно зменшив оподаткування папських родовищ на Сицилії та Калабрії, також скасував податок на зерно та інші імперські податки. Юстиніан II під час правління папи Конона також зменшив податки на вотчини Бруттіума і Луканії, звільняючи тих, хто був призначений в армію, як безпеку на ці виплати. Папи цього періоду відкрито визнавали імператорський суверенітет над Римом, а іноді особисто листувались із Візантійським імператором. Проте, це політична єдність не поширювалась на богословські і доктринальні питання.

#### Суперечка Трульського собору

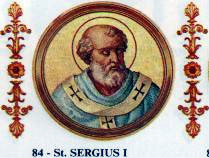
Папа Сергій І відмовився схвалити правила Трульського собору, спонукаючи Юстиніана II заарештувати його.

Початкові дії Юстиніана II продовжували наступ, започаткований під Констансом II та Костянтином IV. Однак примирення було недовгим, і Юстиніан ІІ скликав Трульський Собор (без участі західних ієрархів), які відреагували на різні укази «розраховані на образи західняків», канони якого були послані до Сергію І за його підпис; Сергій відмовився і відкрито зневажаються нові закони. Ключовий момент спору були правила Трульського собору, які, хоч і призначені в першу чергу для Східної церкви, вступали в суперечність з існуючою практикою на Заході. Сергій І хотів би заперечити схвалення всіх вісімдесяти п'яти апостольських канонів (а не лише перших п'ятдесяти), різні лібералізації питання про клерикальний целібат, різні заборони вживання крові як їжі та зображення Христа як ягняти.

## Список візантійських пап
Візантійське папство складається з наступних пап та антипап. З тринадцяти пап з 678 до 752 р. Лише Бенедикт II та Григорій II були корінними римлянами; всі інші були греко-мовними, і походили з Греції, Сирії або візантійської Сицилії. Багато пап цього періоду раніше служили папським апокрисіаріями (посланцями Патріарха) у Константинополі.Серію пап від Івана V до Захарія (685-752) іноді називають "візантійським полоном", оскільки лише один папа цього періоду, Григорій II, не був "східного" походження.   

## Спадщина

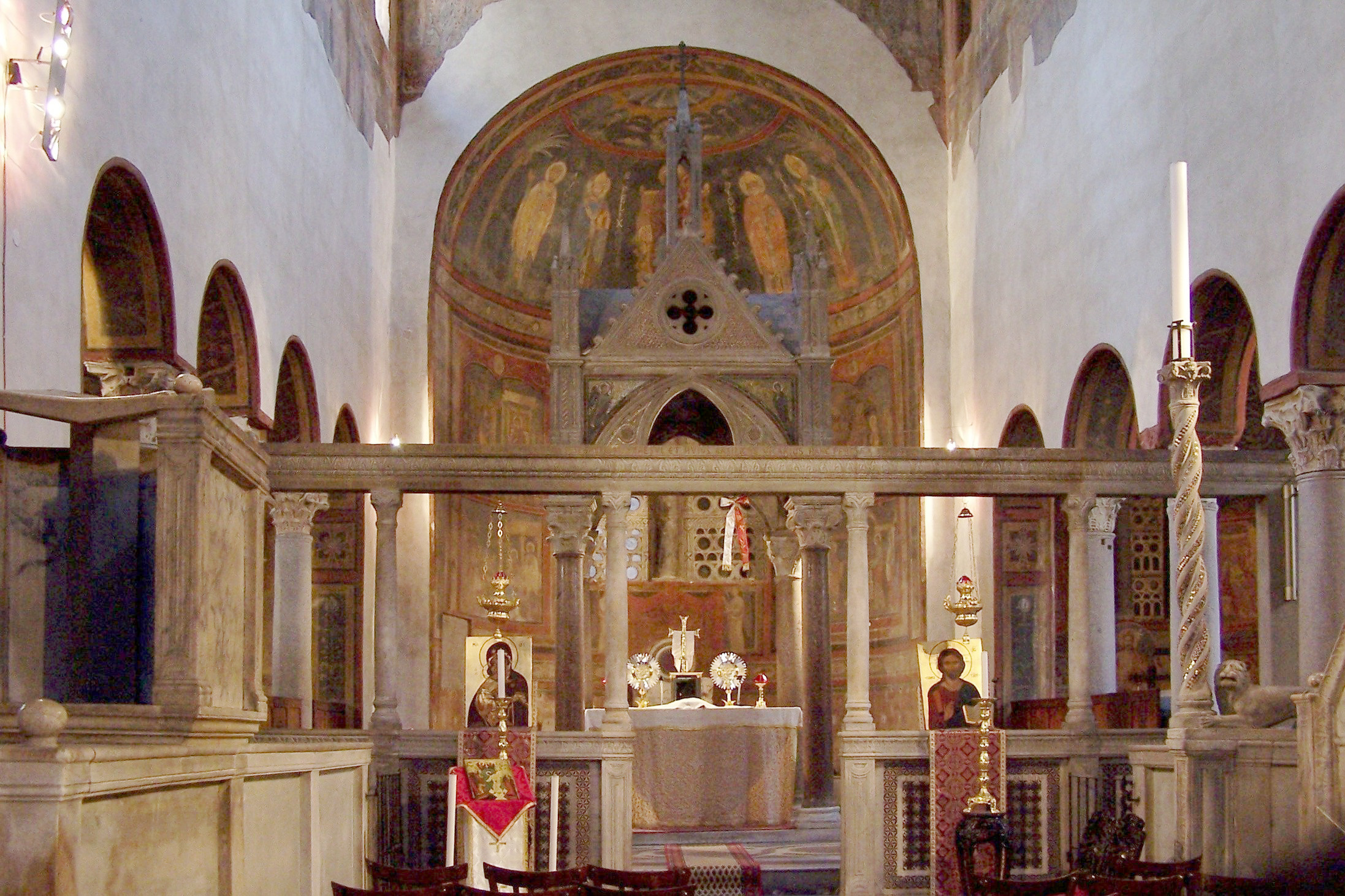
інтер'єр Санта-Марія-ін-Космедін побудований під візантійським стилем

За словами Даффі, до кінця 7-го століття, "греко-мовні домінували в церковній культурі Риму, забезпечуючи її богословськими думками, її адміністративний талант, і велика частина її візуальної, музичної та літургійної культури". Економік розглядає візантійський вплив як органічну, а не "навмисну або систематичну програму" імператорами або екзархами, які зосереджували більше уваги на політичному контролі та оподаткуванні, ніж на культурний вплив.